# Cratyna alia
Cratyna alia är en tvåvingeart som beskrevs av Shah Mashood Alam och Gupta 1993. Cratyna alia ingår i släktet Cratyna och familjen sorgmyggor. Inga underarter finns listade i Catalogue of Life.